# Стокич, Жанка
Жанка Стокич (настоящее имя — Живана) (серб. Жанка Стокић; 24 января 1887, Велико-Градиште Королевство Сербия — 21 июля 1947, Белград) — известная сербская актриса. Она из самых известных сербских театральных актрис всех времён, внесшая большой вклад в развитие сербского театра.

## Биография

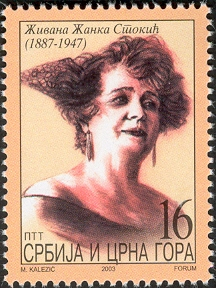
Жанка Стокич на марке Сербии и Черногории. 2003 г.

Родилась в семье пекаря. В детстве осталась сиротой. В 14 лет была насильно выдана замуж. Муж плохо обращался с нею. Однажды, в городок, где она проживала, приехала передвижная театральная труппа. Ж. Стокич обратилась к ним за помощью и сбежала с труппой от мужа, но была с помощью побоев им возвращена домой.
В другой раз ей всё же удалось бежать от нелюбимого человека.
Сперва была прачкой у артистов, позже попробовала свои силы на сцене. В 1902 впервые сыграла в роли матери Терезы в пьесе «Брачная ночь» и сразу же стала популярной у публики.
В 1911 приехала в Белград и была принята в труппу Национального театра.
Вскоре стала его примой. С Национальным театром гастролировал по всей стране и за рубежом (Прага, Будапешт, София, Варшава, Краков, Вильнюс).
Была известна, как очень энергичная и темпераментная актриса.
С 1927 снималась в немом кино («Грешница без греха»).
Начало Второй мировой войны встретила в Белграде. Тяжело больная сахарным диабетом и зависящая от закупок инсулина, она продолжала работать. Принимала участие в радиошоу, в котором в карикатурной форме изображалась партизанская борьба, вместе с некоторыми артистами Национального театра играла в открытом немецкими оккупантами и усташами театре «Veseljaci» .
После окончания войны и прихода к власти в Югославии коммунистов, была обвинена в коллаборационизме, сотрудничестве с фашистами и преступлениях против сербского народа, и в 1945 решением суда приговорена к тюремному заключению сроком на восемь лет.

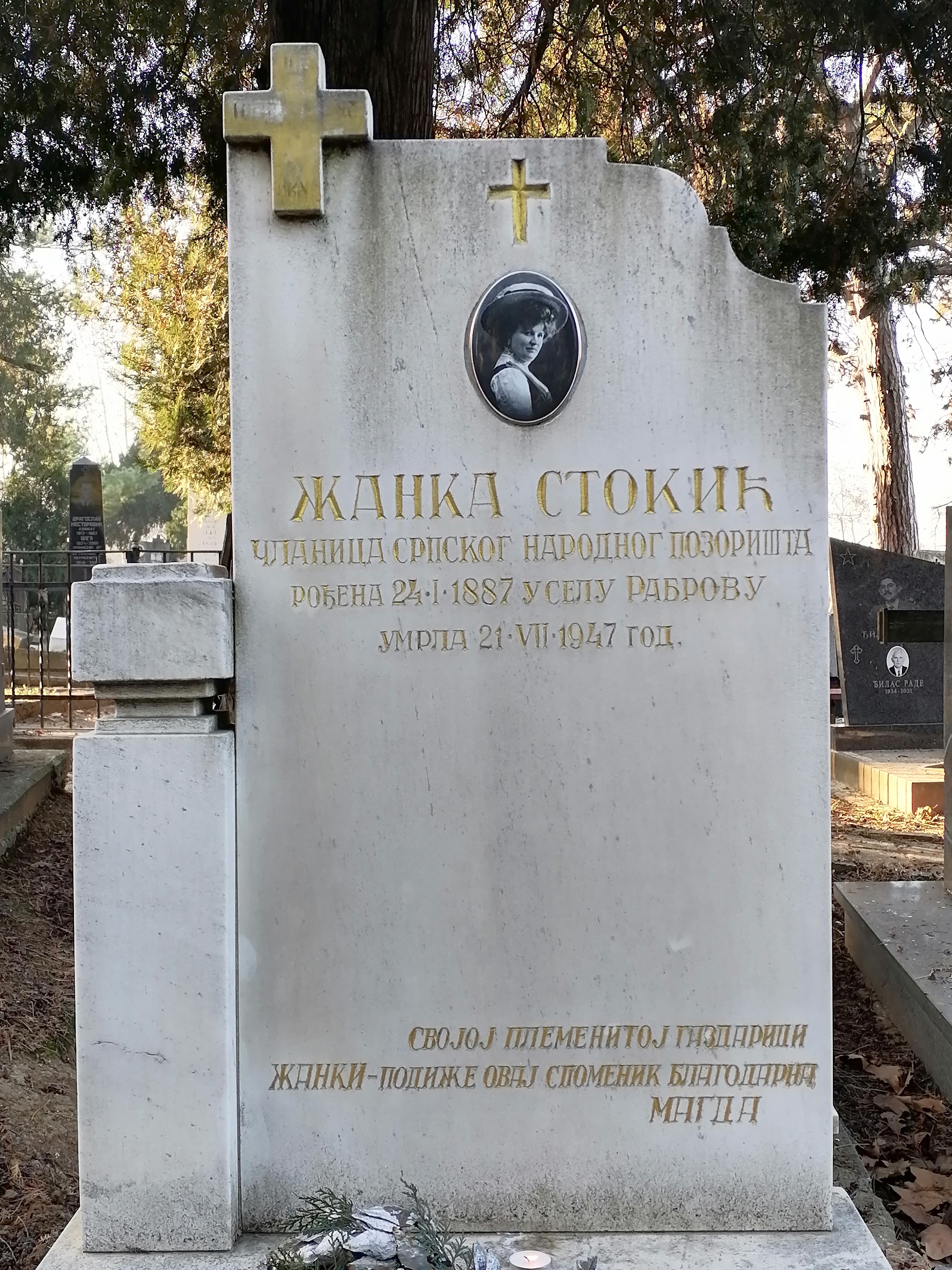

Два года спустя в 1947, благодаря друзьям и коллегам, ей было разрешено играть на сцене нового Югославского драматического театра, но 20 июля 1947 года умерла от сердечного приступа.
Похоронена на кладбище Топчидер. В похоронах актрисы приняли участие большое количество её поклонников.
Посмертно реабилитирована.

## Творчество
Играла в классических пьесах Мольера («Мнимый больной», «Тартюф, или Обманщик»), Сирано де Бержерака, Бомарше («Фигаро»), Шекспира, Б. Нушича («Кругосветное путешествие», «Госпожа министерша», «Опечаленная семья»),

## Память
- Через пятьдесят лет после её смерти в честь Ж. Стокич установлен памятник.
- С 2003 года учреждена одна из престижных премий, которая вручается театральным деятелям Сербии.
- В 2003 году выпущена почтовая марка Сербии и Черногории, посвящённая Ж. Стокич.

## Награды
- Орден Святого Саввы 4 степени
- Орден Святого Саввы 5 степени